# Lestini fatemplom
A lestini (szlovákul Leštiny) fatemplom 1688-1689 során épült evangélikus imahely, az ún. artikuláris templomok egyike. 2008 óta hét másik szlovákiai fatemplommal együtt szerepel az UNESCO által összeállított világörökségi listán.

## Elhelyezkedése
A 2017-es adatok szerint 267 lakosú Lestin Szlovákiában, a Zsolnai kerülethez tartozó Alsókubini járásban fekszik, a járásszékhelytől kb. 3 kilométerre délkeletre, a 2247-es út mentén, Felsőkubin és Oszádka települések közt, a Kócs-hegység (Chočské vrchy) és az Árvai-felföld (Oravská vrchovina) között húzódó völgyben. A templom a Kócs-hegység északi lejtőjén áll.

## Története

### Történeti háttér
Miután 1670-ben I. Lipót kormányzata felszámolta a katolikus főúri körökben szerveződő Wesselényi-összeesküvést, Magyarország rendi önállóságát felszámolták, és egy közvetlenül Bécsnek alárendelt kormányzótanácsot (gubernium) neveztek ki az élére. Ennek egyik fő feladata a protestantizmus elleni harc, a rekatolizáció támogatása volt. 1681-ben azonban a Thököly Imre vezette kuruc felkelés hadi sikerei hatására a király kénytelen volt összehívni az országgyűlést Sopronba, ahol a rendi alkotmány helyreállítása mellett engedményeket tett a protestánsoknak is.
Az országgyűlésen elfogadott 1681. évi XXV. törvénycikk (latinosan artikulus) lehetővé tette, hogy az evangélikusok és reformátusok szabadon gyakorolják vallásukat, a XXVI. törvénycikk pedig azt, hogy az abban megjelölt – a törvénycikkről artikuláris helynek nevezett – településeken templomaik legyenek, illetve paplakot és iskolát építsenek. Árva vármegyében Felsőkubint és Sztebnyét jelölték ki erre a célra. Az 1687. évi pozsonyi országgyűlés megerősítette a fenti törvénycikkeket (1687. évi XXI. tc.), az 1691-ben kiadott Explanatio Leopoldina című rendelet pedig tisztázta, hogy a protestánsok számára egyedül az artikuláris helyeken lehetséges a nyilvános vallásgyakorlat. (Ezt a Carolina resolutio 1731-ben megerősítette, és csak II. József türelmi rendeletével vesztette érvényét, 1781-ben.)

### Építése
Lestin 1548 óta a sziléziai eredetű Zmeskal család birtoka volt. A Felsőkubin szomszédságában lévő Lestinben Zmeskal (III.) Jób árva vármegyei alispán építtette fel az evangélikus templomot. Ennek során számos korlátozó intézkedésnek kellett megfelelni: a templom csak településen kívül épülhetett, bejárata nem nézhetett az utcára, ezen kívül nem lehetett sem tornya, sem harangja. Építéséhez kizárólag fát lehetett használni, követ, téglát vagy vasat nem.
A zsindelytetős templom 1688-89-ben ezen szabályok betartásával épült fel helyi lucfenyő felhasználásával, bár a későbbiekben a felújítások során már kerültek bele vas kötőelemek. A barokk oltár a 17. század elejéről, a díszes szószék a 18. század elejéről származik. Az oltár közelében elkülönített ülőhelyet építettek a Zmeskal család számára, de a környékbeli evangélikus nemesi családok közül az Országh család is ide járt istentiszteletre, így itt keresztelték és konfirmálták a később Hviezdoslav néven ismertté szlovák nemzeti költőt, Pavol Országhot (Országh Pál) is.
A gazdagon díszített belterű templom eredeti festését 1775-ben váltotta fel a máig látható festett dekoráció. Az alacsony fallal körülvett templom 1877-ben kapott harangtornyot, amit később fedett folyosóval kötöttek össze a templom bejáratával.

## Galéria
- A harangtorony
- A templom délkeleti oldala
- A templom délnyugat felől
- Az 1853. évi felújításnak emléket állító felirat

## Jelentősége, világörökségi státusza
Miután a türelmi rendelet és az azt megerősítő 1791. évi XXVI. törvénycikk megszüntette a protestáns templomokra vonatkozó korlátozásokat, az artikuláris fatemplomok zömét lebontották, és tartósabb anyagokból építették újjá, illetve némelyik leégett az évek folyamán. Mára csak öt korabeli fatemplom maradt fenn eredeti helyén és formájában (Lestin mellett Szlovákiában Isztebnén, Garamszegen és Késmárkon, Magyarországon pedig Nemeskéren), egyet pedig a 20. században áthelyeztek Kispalugyáról Szentkeresztre. 
A lestini templomot 2008-ban, az UNESCO világörökségi bizottságának 32. ülésén nyilvánították a világörökség részévé hét másik, különböző felekezethez tartozó szlovákiai fatemplommal együtt a szlovákiai Kárpátok fatemplomai összefoglaló néven (köztük a késmárki és garamszegi artikuláris templommal). Az indoklás szerint a régió hagyományos vallási építészetének kiváló példái; kiemelten az evangélikus templomok pedig a korabeli felső-magyarországi vallási toleranciát példázzák (3. kritérium), illetve a kora újkori európai egyházi faépítészet legjobb példái közé tartoznak; stílusuk a helyi tradíciókból táplálkozik (4. kritérium).